# Choeroniscus godmani
Espèce
Statut de conservation UICN

 LC  : Préoccupation mineure
Répartition géographique
Synonymes
- Choeronycteris godmani Thomas, 1903[1]

Choeroniscus godmani est une espèce américaine de chauves-souris de la famille des Phyllostomidae.

## Description
Choeroniscus godmani a une longueur de la tête et du corps comprise entre 47 et 58 mm, la longueur de l'avant-bras entre 31 et 35 mm, la longueur de la queue entre 5 et 11 mm, la longueur du pied entre 7 et 11 mm, la longueur des oreilles entre 11 et 13 mm et un poids allant jusqu'à 13 g.
Les parties dorsales sont brun grisâtre foncé avec la base des poils claire, tandis que les parties ventrales sont plus claires. L'avant-bras est densément couvert de poils à la base. Le museau est long avec la lèvre inférieure s'étendant au-delà de la lèvre supérieure et avec la feuille nasale lancéolée, courte, large et avec le bord inférieur fusionné à la lèvre supérieure. Il y a de longues moustaches sur les côtés. Les oreilles sont courtes et à bout arrondi. Les ailes sont attachées en arrière à la base des orteils. La queue est courte et entièrement incluse dans la grande membrane interfémorale, qui présente un bord libre en forme de U.
Le caryotype est 2n= 19-20 FNa= 32-36.

## Répartition
Choeroniscus godmani est présente dans l'État mexicain de Sinaloa, le Guatemala, le Honduras, le Salvador, le Nicaragua jusqu'au Costa Rica et en Colombie, au Venezuela, au Guyana, au Suriname et en Guyane.
Il vit dans les forêts et plantations de feuillus et sempervirentes jusqu'à 1 600 mètres d’altitude.

## Comportement

### Habitation
Choeroniscus godmani forme généralement des groupes de moins d'une centaine d'individus, parfois 300, dans des cavités rocheuses.
Certains individus ont été capturés dans des tunnels de mines abandonnées.

### Alimentation
Elle se nourrit de nectar et de pollen de plantes notamment de la famille Asteraceae, parfois des insectes.

### Reproduction
Des femelles gestantes ont été observées en janvier, février, mars, juillet et décembre, tandis que d'autres ont été vues en train d'allaiter en mai. Les jeunes sont sevrés au début de la saison des pluies.

## Classification
Le nom valide complet (avec auteur) de ce taxon est Choeroniscus godmani (Thomas, 1903).
L'espèce a été initialement classée dans le genre Choeronycteris sous le protonyme Choeronycteris godmani Thomas, 1903.
Choeroniscus godmani a pour synonyme :
- Choeronycteris godmani Thomas, 1903